# Solanum multispinum
Solanum multispinum là loài thực vật có hoa trong họ Cà. Loài này được N.E. Br. miêu tả khoa học đầu tiên năm 1894.